# Xerula mediterranea
Xerula mediterranea är en svampart som först beskrevs av Pacioni & Lalli, och fick sitt nu gällande namn av Quadr. & Lunghini 1990. Xerula mediterranea ingår i släktet Xerula och familjen Physalacriaceae.   Inga underarter finns listade i Catalogue of Life.